# Pareuxoa koehleri
Pareuxoa koehleri là một loài bướm đêm thuộc họ Noctuidae. Nó được tìm thấy ở Punta Arenas, Termas de Río Blanco và Cautín in Chile.
Sải cánh dài khoảng 30 mm. Con trưởng thành bay vào tháng 2.